# Отто Гофманн
Отто Гофманн (нім. Otto Hofmann; 16 березня 1896, Інсбрук — 31 грудня 1982, Бад-Мергентгайм) — високопоставлений офіцер СС, начальник Головного управління СС з питань рас і поселень, обергруппенфюрер СС і генерал поліції (21 червня 1943), генерал військ СС (1 липня 1944).

## Життєпис
Отто Гофманн народився 16 березня 1896 року в сім'ї торговця вином в Інсбруку. У восьмирічному віці з матір'ю переїхав до Німеччини.
Відучившись в середній школі до шостого класу, з 23 серпня 1914 роки з початком Першої світової війни відправився добровольцем в Баварську королівську армію, де служив у 9-му полку польової артилерії. Полк, що розміщувався в районі Ландсберг-ам-Лех, був спрямований до Франції, а потім на зміцнення Східного фронту в район Карпат. У березні 1917 року отримав підвищення до лейтенанта, після проходження підготовки пілотів, служив офіцером зв'язку та повітряним спостерігачем в Австрійській армії. Під час червневого наступу на Східному фронті (на території Румунії) його літак був обстріляний пілотом, Отто був поранений і потрапив у полон. Оговтавшись від поранення за 5 тижнів, він зміг втекти з полону на територію Німеччини, де знову приєднався до складу Баварської армії. З квітня по вересень 1919 року служив офіцером артилерії фрайкору.
Із закінченням війни вирішив повернутися до сімейної справи і в період з 1920 по 1925 рік працював на винному складі, потім — незалежним постачальником вина.

### Кар'єра в СС
У квітні 1923 Гофманн вступив в НСДАП. Після заборони партії і відновлення, в серпні 1929 року поновив членство (квиток № 145 729), а в квітні 1931 року вступив у СС (№ 7 646), поєднуючи роботу в СС з торгівлею вином. З квітня 1933 року почав працювати на повну ставку в управлінні СС «Південь», очолював управління СС в Магдебурзі та Гамбурзі.
1 січня 1937 Отто Гофманн переведений до Берліна, де 1 вересня 1939 року потрапив в склад Головного управління СС з питань рас і поселень. 20 квітня 1940 року підвищено до групенфюрера. З липня 1940 по квітень 1943 року було начальником Головного управління СС з питань раси і поселення. На цій посаді він брав активну участь в германізації території Польщі і Радянського Союзу. Отто Гофман ніс відповідальність за расові злочини: за масове переселення корінного населення з окупованих територій і заселення їх німцями за допомогою органів СС.
Брав участь в Ванзейській конференції 20 січня 1942, на якій було прийнято так зване «остаточне вирішення єврейського питання», яке сам Гофманн характеризував як стерилізацію рас.
13 березня 1943 року по наказом Гіммлера Отто Гофманн одержав почесне звільнення, тому до квітня він пішов з поста начальника Головного управління СС з питань рас і поселень і попрямував в Штутгарт старшим офіцера СС і поліції, командувача управлінням СС «Південний Захід».

### Суд

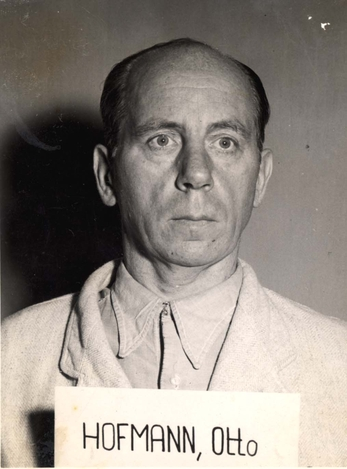
Гофманн під час Нюрнберзького процесу.

Отто Гофманн здався в полон американцям і постав перед військовим трибуналом в Нюрнберзі у справі про расові злочини. 10 березня 1948 року був присуджений до 25 років тюремного ув'язнення. 7 квітня 1954 року помилуваний і звільнений з Ландбергської в'язниці. Після звільнення переїхав у Вюртемберг, де знову повернувся до торгівлі.

## Звання
- Унтерштурмфюрер СС (17 грудня 1931)
- Гауптштурмфюрер СС (9 вересня 1932)
- Штурмбаннфюрер СС (30 січня 1934)
- Оберфюрер СС (1935)
- Бригадефюрер СС (10 вересня 1939)
- Группенфюрер СС (20 квітня 1940)
- Обергруппенфюрер СС і генерал поліції (21 червня 1943)
- Генерал військ СС (1 липня 1944)

## Нагороди

### Перша світова війна
- Залізний хрест 2-го класу (грудень 1916)

### Міжвоєнний період
- Залізний хрест 1-го класу (18 листопада 1918)
- Нагрудний знак пілота-спостерігача (Баварія) (січень 1919)
- Почесний хрест ветерана війни з мечами[5]
- Почесний кут старих бійців
- Кільце «Мертва голова»
- Почесна шпага рейхсфюрера СС
- Медаль «За вислугу років у НСДАП» в бронзі та сріблі (15 років)
- Медаль «За вислугу років у СС» 4-го і 3-го ступеня (8 років)[5]

### Друга світова війна
- Хрест Воєнних заслуг 2-го і 1-го класу з мечами
- Золотий партійний знак НСДАП (4 червня 1944)